# معبد الشمس (كونارك)
معبد الشمس في كونارك هو معبد هندوسي لإله الشمس سوريا يرجع تاريخه إلى القرن الثالث عشر في كونارك على بعد 35 كم (22 ميل) شمال شرق بوري على ساحل أوديشا، الهند. يعزى المعبد إلى الملك ناراسينغا ديفا الأول من سلالة الغانغا الشرقية حوالي عام 1250 م.
المعبد مكرس للإله الهندوسي الشمس، ما تبقى من مجمع المعبد لديه مظهر على شكل عربة عالية بطول 100 قدم (30 مترا) مع عجلات هائلة وخيول منحوتة من الحجر. على ارتفاع 200 قدم (61 م)، جزء كبير من المعبد حاليا في حالة خراب، ولا سيما برج شيكارا يطل على الحرم. وتشتهر الهياكل والعناصر التي نجت من التأكل بأعمالها الفنية المعقدة وأيقوناتها ومواضيعها، بما في ذلك مشاهد كاما وميثونا الإباحية. يُطلق عليه أيضًا اسم Surya Devalaya، وهو رسم توضيحي كلاسيكي لطراز أوديشا للهندسة المعمارية أو هندسة كالينغا المعمارية.
ولا يزال سبب تدمير معبد كونارك غير واضح ومصدرا للجدل. إذ تتراوح النظريات بين الأضرار الطبيعية والتدمير المتعمد للمعبد بعد نهبه عدة مرات من قبل الجيوش الإسلامية بين القرنين الخامس عشر والسابع عشر. كان يسمى هذا المعبد «بلاك باغودا» في حسابات البحارة الأوروبيين في وقت مبكر من عام 1676 لأن برجه الكبير ظهر باللون الأسود. وبالمثل، أطلق على معبد جاغاناث في بوري اسم «الباغودا البيضاء». تعد كلا المعابد بمثابة معالم هامة للبحارة في خليج البنغال. أعيد ترميم المعبد الموجود اليوم جزئياً بفضل جهود المحافظة على الفرق الأثرية البريطانية في عصر الهند. في عام 1984 أعلن اليونسكو للتراث العالمي المعبد كموقع أثري، لا يزال المعبد موقعا رئيسيا يحج إليه الهندوسيون من كل الأقطاب كل عام في شهر فبراير عبر شاطئ تشاندرا بهاجا للاحتفال الديني ميلا.

## الأسطورة التاريخية
وفقا للأسطورة، سخر ابن كريشنا وجامافاتي الأمير سامبا من القديس نارادا لقبحه، فانتقم الأخير منه بأن أشار له إلى بركة سباحة حيث يستحم كثير من النساء العاريات. بينما كان الشاب يتمتع بالعرض، ذهب نارادا إلى كريشنا وأخبره بما حصل فذهب للبركة ورأى ابنه يسترق النظر في زوجاته، فغضب الإله كريشنا وعاقب ابنه عن طريق تطعيمه بمرض الجذام. في وقت لاحق، وبالرغم من كشف سامبا بالدليل الخدعة التي تعرض لها، كان الأوان قد فات بالنسبة لكريشنا لسحب لعنته. ليذهب الشاب إلى الإله صوريا الذي يشفى كل العلل، وخاصة الموجودة في الجلد، فوجد صورة للإله جالسًا على زهرة اللوتس. استقر على الفور هناك وعمل لمدة 12 سنة للتوبة بعد ذلك تم شفاؤه. وبفضل ذلك أقام أول معبد على موقع كونارك.